# ژول لیمبک
ژول لیمبک (مجاری: Gyula Limbeck؛ ۱۳ اکتبر ۱۹۰۴ – ۱۹۵۵) بازیکن فوتبال فرانسوی-مجار بود.
از باشگاه‌هایی که در آن بازی کرده‌است می‌توان به باشگاه فوتبال فرنتس‌واروش، باشگاه ورزشی آمیان، باشگاه فوتبال آستریا وین، و باشگاه فوتبال اوی‌پشت اشاره کرد.